# Assassinato de Spencer Perceval

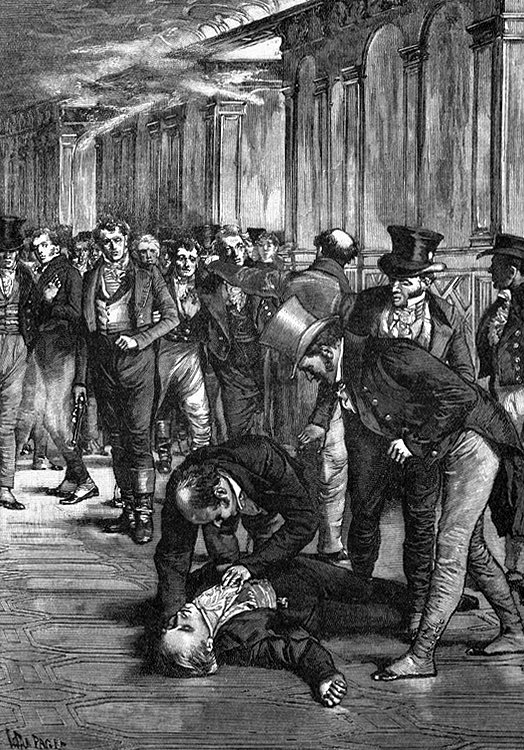
Representação de 1909 de Spencer Perceval após seu assassinato, ocorrido em 11 de maio de 1812.

O assassinato de Spencer Perceval, primeiro-ministro do Reino Unido da Grã-Bretanha e Irlanda, ocorreu às 17h15min  de 11 de maio de 1812, uma segunda-feira. Perceval morreu após ser baleado no saguão da Câmara dos Comuns, em Londres. Seu assassino era John Bellingham, um comerciante de Liverpool que mantinha reclamações contra o governo. Bellingham foi detido e, quatro dias após o assassinato, foi julgado, condenado e sentenciado à morte. Uma semana depois, foi enforcado na Prisão de Newgate.
Perceval liderava o governo conservador desde 1809, durante uma fase crítica das Guerras Napoleônicas. Sua determinação em defender a guerra usando as medidas mais severas causou pobreza generalizada e agitação no país; desta forma, a notícia de sua morte foi motivo de regozijo nas partes mais afetadas. Apesar dos temores iniciais de que o assassinato pudesse estar ligado a uma revolta geral, verificou-se que Bellingham havia agido sozinho, protestando contra o tratamento que recebeu do governo alguns anos antes, quando foi preso na Rússia devido a uma dívida comercial. A falta de remorso de Bellingham e a aparente certeza de que sua ação era justificada levantaram questões sobre sua sanidade, mas em seu julgamento ele foi considerado legalmente responsável por suas ações.
Após a morte de Perceval, o Parlamento estabeleceu uma generosa pensão para sua viúva e filhos, também aprovando a construção de monumentos para homenageá-lo. Além disso, seu ministério foi logo esquecido, suas políticas revertidas, e Perceval é geralmente mais conhecido pelo modo de sua morte do que por quaisquer de suas conquistas. Posteriormente, historiadores caracterizaram o julgamento e a execução apressados de Bellingham como contrários aos princípios da justiça. A possibilidade de que ele estava agindo como parte de uma conspiração, em nome de um consórcio de comerciantes de Liverpool hostil às políticas econômicas de Perceval, foi o tema de um estudo de 2012.

## Antecedentes

### Biografia de Spencer Perceval

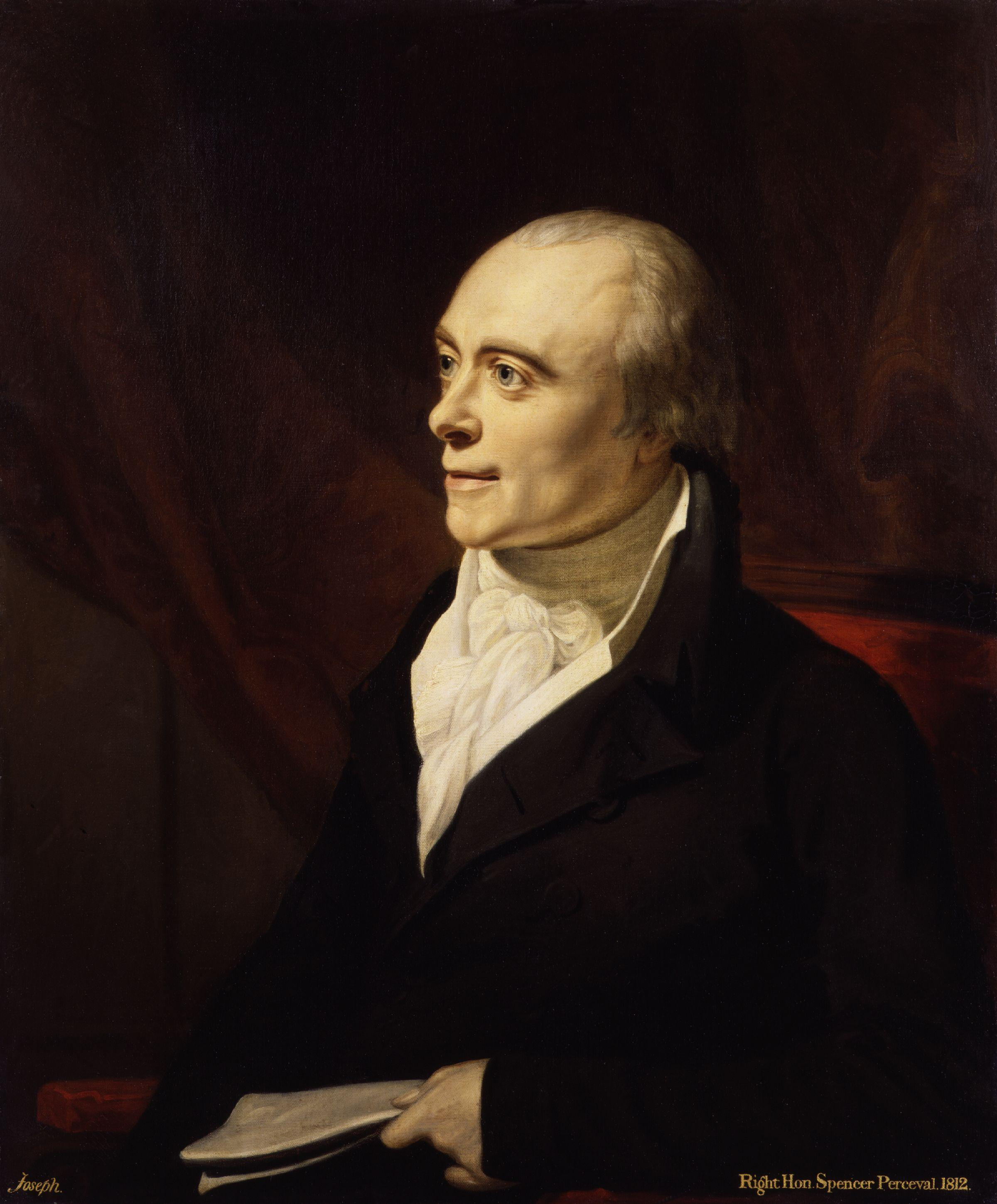
Retrato de 1812 de Spencer Perceval

Spencer Perceval nasceu em 1º de novembro de 1762, sendo o segundo filho do segundo casamento de John Perceval, o Segundo Conde de Egmont. Estudou na Harrow School e, em 1780, ingressou no Trinity College, em Cambridge, onde foi um notável e premiado acadêmico. Um garoto profundamente religioso, tornou-se em Cambridge estreitamente alinhado com o evangelicalismo, ao qual permaneceu fiel durante toda a sua vida. Sob a regra da primogenitura, Perceval não tinha perspectiva realista de uma herança familiar e precisava ganhar a vida; ao deixar Cambridge em 1783, foi estudar no Lincoln's Inn para capacitar-se como advogado. Após começar a advogar em 1786, Perceval juntou-se ao Circuito de Midland, onde suas conexões familiares o ajudaram a estabelecer uma carreira na advocacia lucrativa. Em 1790, casou-se com Jane Wilson, com quem fugiu no aniversário de 21 anos dela. O casamento mostrou-se feliz e prolífico; doze filhos (seis filhos e seis filhas) nasceram nos 14 anos seguintes.
A política de Perceval era altamente conservadora e ele adquiriu uma reputação por seus ataques ao radicalismo. Como um promotor júnior nos julgamentos de Thomas Paine e John Horne Tooke, foi notado pelos políticos do alto escalão do ministério de William Pitt, o Novo. Em 1796, tendo recusado o cargo de secretário-chefe para a Irlanda, Perceval, filiado aos Toryes, foi eleito para o parlamento por Northampton, ganhando aclamação em 1798 com um discurso defendendo o governo de Pitt contra ataques dos radicais Charles James Fox e Francis Burdett. Era geralmente visto como uma estrela em ascensão no seu partido; sua baixa estatura lhe valeu o apelido de "Pequeno P".
Após a renúncia de Pitt em 1801, Perceval serviu como advogado-geral e, em seguida, como procurador-geral, entre 1801 a 1806 nos ministérios de Addington e novamente quando Pitt retornou ao governo. As profundas convicções evangélicas de Perceval levaram-no à sua oposição inabalável à Igreja Católica e à Emancipação Católica, e seu apoio foi igualmente fervoroso à abolição do tráfico de escravos, trabalhando com colegas evangélicos como William Wilberforce para garantir a aprovação do Ato contra o Comércio de Escravos de 1807.
Quando Pitt morreu em 1806, seu governo foi sucedido pelo "Ministério de Todos os Talentos", um governo multipartidário liderado por Lorde Grenville. Perceval permaneceu na oposição durante este ministério de curta duração, mas quando o Duque de Portland formou um novo governo Tory em março de 1807, Perceval tomou posse como chanceler do Tesouro e Líder da Câmara dos Comuns. Portland era idoso e enfermo, e em sua renúncia em outubro de 1809, Perceval o sucedeu, após uma luta pela liderança partidária, como o primeiro lorde do Tesouro, o título formal pelo qual os primeiros-ministros eram então conhecidos. Além de seus deveres como chefe do governo, reteve a Chancelaria, em grande parte por não conseguir encontrar um ministro de estatura adequada que aceitasse o cargo.

### Tempos conturbados
O governo de Perceval foi enfraquecido pelas recusas de ex-ministros como George Canning e William Huskisson de integrá-lo. Enfrentou enormes problemas em um momento de considerável agitação industrial e em um ponto baixo na guerra contra Napoleão. A malsucedida Expedição de Walcheren na Holanda foi desvendada, e o exército de sir Arthur Wellesley, futuro duque de Wellington, foi preso em Portugal. No início de seu governo, Perceval desfrutou do forte apoio do rei Jorge III, mas em outubro de 1810 o rei caiu em insanidade e ficou permanentemente incapacitado. A relação de Perceval com Jorge, Príncipe de Gales, que se tornou Príncipe Regente, foi inicialmente muito menos cordial, mas nos meses seguintes ele e Perceval estabeleceram uma afinidade razoável, talvez motivado em parte pelo medo do príncipe de que o rei pudesse se recuperar e encontrar seu estadista favorito deposto.
Quando as últimas forças britânicas se retiraram de Walcheren em fevereiro de 1810, a força de Wellington em Portugal foi a única presença militar da Grã-Bretanha no continente europeu. Perceval insistiu em permanecer lá, contra o conselho da maioria de seus ministros e a um grande custo para o tesouro britânico. Em última análise, esta decisão foi justificada, mas na época a sua principal arma contra Napoleão eram as Ordens no Conselho de 1807, herdadas do ministério anterior. Estes foram emitidos como uma resposta direta ao Bloqueio Continental de Napoleão, uma medida destinada a destruir o comércio exterior da Grã-Bretanha. As Ordens permitiam que a Marinha Real detivesse qualquer navio que estivesse transportando mercadorias para a França ou seus aliados continentais. Com ambos os poderes de guerra empregando estratégias semelhantes, o comércio mundial encolheu, levando a dificuldades e insatisfações generalizadas nas principais indústrias britânicas, particularmente têxteis e algodão. Houve frequentes pedidos de modificação ou revogação das Ordens, o que prejudicou as relações com os Estados Unidos a ponto de, no início de 1812, as duas nações estarem à beira da guerra.
No âmbito interno, Perceval manteve sua reputação anterior como um flagelo dos radicais, aprisionando Burdett e William Cobbett, o qual continuou a atacar o governo a partir de sua cela na prisão. Perceval também se deparou com os protestos conhecidos como "ludismo", aos quais reagiu introduzindo um projeto de lei que estabelecia a quebra de máquinas como um crime capital; na Câmara dos Lordes, o jovem lorde George Gordon Byron, 6º Barão Byron chamou a legislação de "bárbara." Apesar dessas dificuldades, Perceval gradualmente estabeleceu sua autoridade, de modo que em 1811 lorde Robert Jenkinson, 2.º Conde de Liverpool e ministro da Guerra, observou que a autoridade do primeiro-ministro na Câmara agora era igual à de Pitt. O uso de sinecuras e outros patrocínios por Perceval para assegurar lealdades significava que, em maio de 1812, apesar de muitos protestos públicos contra suas duras políticas, sua posição política tornou-se inatacável. Segundo o humorista Sydney Smith, Perceval combinou "a cabeça de um pároco com a língua de um advogado de Old Bailey."
No início de 1812, a agitação pela revogação das Ordens no Conselho aumentou. Após protestos em Manchester em abril, Perceval consentiu com uma investigação da Câmara dos Comuns sobre a operação das Ordens; as audiências começaram em maio. Esperava-se que Perceval participasse da sessão em 11 de maio de 1812; entre a multidão no saguão à espera de sua chegada, estava um comerciante de Liverpool, John Bellingham.

## John Bellingham

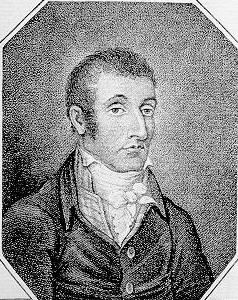
John Bellingham em 1912

### Início de vida
Bellingham nasceu em cerca de 1770, no condado de Huntingdonshire. Seu pai, também chamado John, era um agente fundiário e pintava miniaturas. Sua mãe, Elizabeth, era de uma família próspera de Huntingdonshire. Em 1779, John pai adoeceu mentalmente e, após o confinamento em um asilo, morreu em 1780 ou 1781. A família foi então provida por William Daw, o cunhado de Elizabeth, um próspero advogado que organizou a nomeação de Bellingham como oficial-cadete a bordo do navio Hartwell, da Companhia Britânica das Índias Orientais. A caminho da Índia, o navio se amotinou e foi destruído na costa das ilhas de Cabo Verde; Bellingham sobreviveu e voltou para casa. Daw ajudou-o a se estabelecer como uma fabricante de placas de lata em Londres, mas depois de alguns anos o negócio faliu, e Bellingham foi declarado falido em 1794. Aparentemente, escapou de ser preso por conta das dívidas, talvez em virtude da intervenção de Daw. Castigado por essa experiência, decidiu se estabelecer e obteve um cargo de guarda-livros com uma empresa comprometida com o comércio com a Rússia. Ele trabalhou duro e foi suficientemente considerado por seus empregadores para ser nomeado em 1800 como representante residente da empresa em Arcangel, na Rússia. Em seu retorno para casa, Bellingham montou seu próprio negócio de comércio e mudou-se para Liverpool. Em 1803, casou-se com Mary Neville, de Dublin.

### Na Rússia

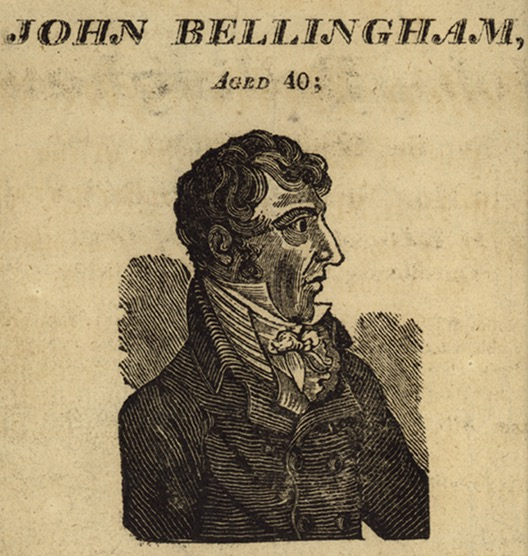
Uma gravura contemporânea de Bellingham

Em 1804, Bellingham retornou a Arcangel para supervisionar um grande empreendimento comercial, acompanhado por Mary e seu filho pequeno. Seus negócios terminaram, e em novembro ele se preparou para voltar para casa, mas foi detido por conta de uma suposta dívida não paga. Isto resultou de perdas incorridas por um associado de negócios para o qual Bellingham foi considerado responsável. Ele negou qualquer responsabilidade pela dívida; sua detenção, pensou, era um ato de vingança de poderosos mercadores russos que, erroneamente, achavam que havia frustrado uma reivindicação de seguro relativa a um navio perdido. Dois árbitros nomeados pelo governador de Arcangel determinaram que era responsável por uma quantia de 2 mil rublos (cerca de £ 200), uma fração do valor original reivindicado. Bellingham rejeitou este julgamento.
Com a questão ainda não resolvida, Bellingham obteve passes para ele e sua família viajarem para a capital russa, São Petersburgo. Em fevereiro de 1805, quando se preparavam para partir, o passe de Bellingham foi revogado; Mary e a criança foram autorizadas a prosseguir, mas ele foi preso e aprisionado em Arcangel. Quando procurou ajuda de Lorde Granville Leveson-Gower, embaixador britânico em São Petersburgo, o assunto foi tratado pelo cônsul britânico sir Stephen Shairp, que informou a Bellingham que, como a disputa envolvia uma dívida civil, ele não podia interferir. Bellingham permaneceu sob custódia em Arcangel até novembro de 1805, quando um novo governador da cidade ordenou a sua libertação e permitiu que se juntasse a Mary em São Petersburgo. Lá, em vez de arranjar o rápido retorno de sua família para a Inglaterra, Bellingham lançou acusações contra as autoridades de Arcangel por falsa prisão e exigiu compensação. Ao fazê-lo, ultrajou as autoridades russas, que em junho de 1806 ordenaram sua prisão. De acordo com seu relato posterior, "muitas vezes marchei publicamente pela cidade com gangues de criminosos e criminosos da pior descrição".
Mary havia retornado à Inglaterra com seu filho (ela estava grávida de seu segundo filho), eventualmente se estabelecendo em Liverpool, onde montou um negócio de chapelaria com uma amiga, Mary Stevens. Nos três anos seguintes, Bellingham fez exigências constantes por sua liberação e indenização, buscando ajuda de Shairp, Leveson-Gower e do sucessor deste último como embaixador, Lorde Douglas. Ninguém estava preparado para interceder em seu nome: "assim", escreveu mais tarde, quando solicitava reparação, "sem ter ofendido qualquer lei, civil ou criminal, e sem ter ferido nenhum indivíduo... o seu peticionário foi cingido de uma prisão para outra". A posição de Bellingham piorou em 1807, quando a Rússia assinou o Tratados de Tilsit e se alinhou com Napoleão. Dois anos se passaram, e depois de uma petição direta ao czar Alexandre, Bellingham foi libertado e ordenado a deixar a Rússia. Chegou à Inglaterra, não compensado, em dezembro de 1809, determinado a garantir a justiça.

### Buscando reparação
Em seu retorno à Inglaterra, Bellingham passou seis meses em Londres, pedindo indenização pela prisão e pelos prejuízos financeiros sofridos na Rússia. Ele considerou que as autoridades britânicas eram responsáveis, por negligenciar seus repetidos pedidos de ajuda. Sucessivamente, enviou petições ao Ministério das Relações Exteriores, ao Tesouro, ao Conselho Privado e ao próprio Perceval; em cada caso, suas alegações foram educadamente rejeitadas. Derrotado e exausto, em maio de 1811, Bellingham aceitou o ultimato de sua esposa para abandonar sua campanha ou, de outro modo, perderia ela e a sua família. Acabou juntando-se a esposa em Liverpool para recomeçar sua vida.
Durante os 18 meses seguintes, Bellingham trabalhou para reconstruir sua carreira comercial, com um sucesso modesto. Mary continuou a trabalhar como modista. O fato de que permaneceu descompensado continuou-o a incomodar. Em dezembro de 1811, retornou a Londres, ostensivamente para realizar negócios lá, mas na realidade era para retomar sua campanha por reparação. Ele fez uma petição ao príncipe regente, Jorge IV, antes de retomar seus esforços com o Conselho Privado, o Ministério do Interior e o Tesouro, apenas para receber as mesmas recusas educadas de antes. Ele então enviou uma cópia de sua petição para todos os membros do parlamento, novamente sem sucesso. Em 23 de março de 1812, escreveu aos magistrados do Tribunal de Magistrados de Bow Street, argumentando que o governo havia "se esforçado completamente para fechar a porta da justiça", e pedindo ao tribunal para intervir. Da corte, recebeu uma resposta superficial. Depois de consultar seu próprio membro do parlamento, Isaac Gascoyne, Bellingham fez uma tentativa final de apresentar seu caso ao governo. Em 18 de abril, se reuniu com um funcionário do Tesouro, Hill, a quem disse que, se não conseguisse satisfação, faria justiça com suas próprias mãos. Hill, não percebendo essas palavras como uma ameaça, disse que ele deveria tomar qualquer ação que considerasse apropriada. Em 20 de abril, Bellingham comprou duas pistolas calibre 50 (12.7 mm) de um armeiro da 58 Skinner Street. Também levou um casaco para um alfaiate costurar um bolso interno.

## Assassinato

### Câmara dos Comuns, 11 de maio de 1812

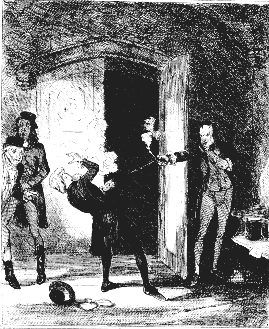
Ilustração do século XIX do assassinato de Perceval no The Newgate Calendar

A presença de Bellingham no saguão da Câmara dos Comuns na segunda-feira, 11 de maio, não causou nenhuma suspeita em particular; ele havia feito várias visitas recentes, às vezes pedindo aos jornalistas que confirmassem identidades específicas de ministros. As atividades de Bellingham mais cedo naquele dia não indicam abertamente que era um homem preparando medidas desesperadas. Ele havia passado a manhã escrevendo cartas e visitando a parceira de negócios de sua esposa, Mary Stevens, que estava em Londres na época. À tarde, acompanhou sua esposa e seu filho em uma visita ao Museu Europeu, no distrito de St. James, em Londres. De lá, se dirigiu sozinho para os prédios do Parlamento em Westminster, chegando ao saguão pouco antes das cinco da tarde.
Na Câmara, à medida que a sessão começaria às 16h30min, o deputado Henry Brougham, do Partido Whig, um dos principais oponentes das Ordens, chamou a atenção para a ausência do primeiro-ministro e observou que ele deveria estar lá. Um mensageiro foi enviado para buscar Perceval na Downing Street, mas o encontrou na rua Parliament, pois havia decidido andar e dispensar sua carruagem habitual, a caminho da Câmara, onde chegou por volta das 17h15min. Quando Perceval entrou no saguão, ele foi confrontado por Bellingham, que, puxando uma pistola, atirou no peito do primeiro-ministro. Perceval cambaleou alguns passos e exclamou: "Eu fui assassinado!" antes de cair de cara aos pés de William Smith, o deputado por Norwich; também foi relatado várias vezes que Perceval havia dito "Assassinato" ou "Oh meu Deus". Smith só percebeu que a vítima era Perceval quando virou seu rosto para cima. No momento em que foi levado para uma sala adjacente e apoiado em uma mesa com os pés em duas cadeiras, Perceval estava sem sentido, embora ainda houvesse um leve pulso. Quando um cirurgião chegou alguns minutos depois, o pulso havia parado e o primeiro-ministro foi declarado morto.
No pandemônio que se seguiu, Bellingham sentou-se em silêncio em um banco enquanto Perceval era levado aos aposentos do Speaker. No saguão, tal era a confusão que, segundo uma testemunha, se Bellingham "caminhasse silenciosamente para a rua, ele teria escapado, e o agente do assassinato nunca teria sido conhecido." Um funcionário que presenciou o ocorrido identificou Bellingham, que foi preso, desarmado, maltratado e revistado. Ele permaneceu calmo, submetendo-se a seus captores sem resistir. Quando solicitado a explicar suas ações, respondeu que estava retificando uma negação de justiça por parte do governo.
O Speaker ordenou que Bellingham fosse transferido para os aposentos do Sargento-de-Armas, onde os membros do parlamento que também eram magistrados conduziriam uma audiência formal sob a presidência de Harvey Christian Combe. A corte improvisada ouviu evidências de testemunhas oculares do crime e enviou mensageiros para revistar os alojamentos de Bellingham. O prisioneiro manteve a compostura em todo o momento; embora advertido contra a autoincriminação, insistiu em se explicar: "Fui maltratado ... procurei reparação em vão. Sou um homem infeliz e sinto-me aqui"— colocando a mão no coração—"justificativa suficiente para o que fiz". Bellingham disse que esgotara todos os caminhos apropriados e deixara claro para as autoridades que propunha tomar medidas independentes. Foi-lhe dito que fizesse o pior: "Eu os obedeci. Fiz o meu pior e me alegro com o feito." Por volta das oito horas, Bellingham foi formalmente acusado pelo assassinato de Perceval e foi enviado à Prisão de Newgate para aguardar julgamento.

### Reações

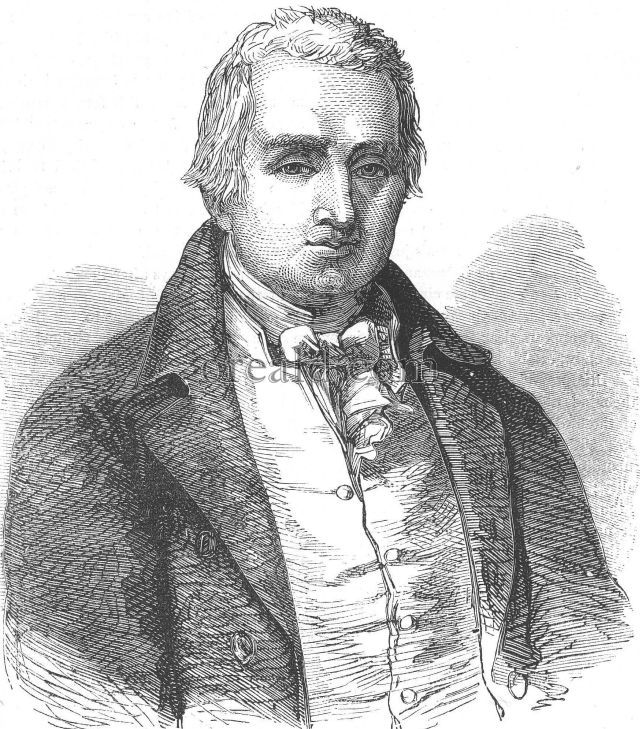
William Cobbett, que denunciou o governo a partir de sua cela na prisão.

Os relatos do assassinato se espalharam rapidamente; o historiador Arthur Bryant registrou o prazer grosseiro com que a notícia foi recebida por trabalhadores famintos que nada além receberam do governo de Perceval. Em sua cela de prisão, Cobbett entendia seus sentimentos; o tiro os "libertou de quem eles consideravam como o líder entre aqueles que acreditavam que estavam totalmente empenhados na destruição de suas liberdades." As cenas do lado de fora do Palácio de Westminster, quando Bellingham foi transferido para Newgate, foram consistentes com esse humor; Samuel Romilly, deputado por Wareham, ouviu da multidão reunida "as mais selvagens expressões de alegria e exultação ... acompanhadas de pesar pelo fato de outros, e particularmente o procurador-geral, não terem compartilhado o mesmo destino". A multidão surgiu ao redor da carruagem que levava Bellingham, os quais muitos tentaram apertar sua mão. Ele foi arrastado de volta para dentro do prédio e mantido ali até que a desordem tivesse diminuído o suficiente para ser removido, com uma escolta militar completa.
Entre as classes governantes havia receios iniciais de que o assassinato pudesse ser parte de uma insurreição geral, ou poderia desencadear uma. As autoridades tomaram precauções; os guardas de infantaria e as tropas montadas foram mobilizados, assim como a milícia da cidade, enquanto os observadores locais foram reforçados. Em contraste com a evidente aprovação do público das ações de Bellingham, o humor entre os amigos e colegas de Perceval era sombrio e doloroso. Depois que mais tributos de membros do governo e da oposição foram prestados a Perceval, a Câmara transferiu uma verba de £ 50 mil e uma anuidade de £ 2 mil para a viúva, cuja provisão, ligeiramente emendada, foi aprovada em junho.
A consideração em que Perceval foi mantido por seus pares ficou evidente em um poema anônimo de 1812, "Universal Sympathy, ou, The Martyr'd Statesman":
| “ | Tal era em seu privado, tal em sua vida pública, Que todos os que diferem em conflitos polêmicos, Ou variavam de opinião com o seu plano, Concordaram com um acordo para amar o homem. | ” |

## Procedimentos

### Preliminares

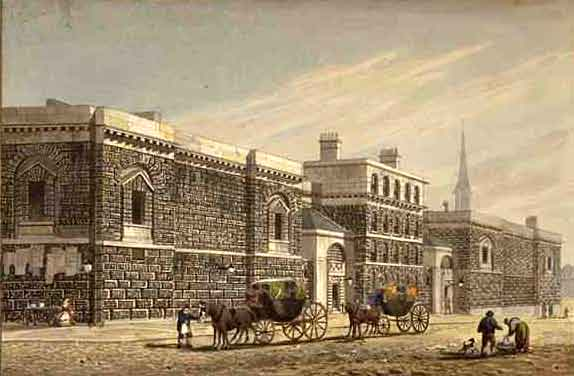
A Prisão de Newgate, em c. de 1810

Um inquérito sobre a morte de Perceval foi realizado em 12 de maio, na Downing Street. Entre aqueles que providenciaram provas estavam Gascoyne, Smith, e Joseph Hume, um médico e deputado do Partido Radical. Ele ajudou a deter Bellingham, e agora testemunhou que, a partir de seu comportamento controlado após o tiroteio, Bellingham parecia "perfeitamente sadio." O legista registrou devidamente a causa da morte como "assassinato intencional por John Bellingham." Armado com esse veredito, o procurador-geral, sir Vicary Gibbs, solicitou ao Lorde Chefe de Justiça que providenciasse a data mais próxima possível para o julgamento.
Na prisão de Newgate, Bellingham foi interrogado por magistrados. Seu comportamento calmo e postura levaram-nos, ao contrário de Hume, a duvidar de sua sanidade, embora seus cuidadores não tivessem observado nenhum sinal de comportamento desequilibrado. James Harmer, advogado de Bellingham, sabia que a loucura forneceria a única defesa concebível para seu cliente e despachou agentes para Liverpool para fazer as investigações. Enquanto aguardava seus relatórios, Harmer soube de um informante que o pai de Bellingham havia morrido insano; também ouviu de Ann Billett, a prima de Bellingham, sobre as supostas disfunções do prisioneiro, o qual conhecia desde a infância. Em 14 de maio, um grande júri se reuniu na Casa das Sessões, em Clerkenwell, e depois de ouvir as evidências das testemunhas oculares, concluiu que havia provas suficientes para acusar Bellingham pelo assassinato de Perceval. O julgamento foi marcado para o dia seguinte, 15 de maio de 1812, uma sexta-feira, no Old Bailey.
Quando Bellingham recebeu notícias que seu julgamento seria realizado em breve, pediu a Harmer que providenciasse sua representação no tribunal por Brougham e Peter Alley, este último um advogado irlandês com uma reputação de exuberância. Confiante em sua absolvição, Bellingham recusou-se a discutir o caso com Harmer e passou a tarde e a noite fazendo anotações. Depois de beber um copo de porter, foi para a cama e dormiu profundamente.

### Julgamento

Um julgamento do início do século XIX no Old Bailey

O julgamento começou na Old Bailey em 15 de maio de 1812, uma sexta-feira, sob a presidência do juiz sir James Mansfield, chefe de Justiça do Tribunal de Apelações Comum. A equipe de promotores foi liderada pelo procurador-geral, Gibbs, cujos assistentes incluíam William Garrow, futuro procurador-geral. Com a recusa de Brougham, Bellingham foi representado por Alley, assistido por Henry Revell Reynolds. A lei na época limitava o papel de advogado defensor em casos de crime capital; eles poderiam aconselhar sobre questões de direito, e poderiam examinar e interrogar testemunhas, mas de outra forma Bellingham teria que apresentar sua própria defesa.
Após Bellingham ter entrado com uma alegação de inocência, Alley pediu um adiamento para lhe dar tempo de localizar testemunhas que pudessem atestar a insanidade do acusado. O pedido foi contestado por Gibbs como uma mera manobra para atrasar a justiça; Mansfield concordou e o julgamento prosseguiu. Gibbs então resumiu as atividades de negócios do prisioneiro antes de enfrentar infortúnios na Rússia—"seja por sua má conduta ou pela justiça ou injustiça daquele país, eu não sei." Ele relatou os esforços fracassados de Bellingham para obter reparação, e o consequente crescimento de um desejo de vingança.
Tendo descrito o tiroteio, Gibbs descartou a possibilidade de insanidade, afirmando que Bellingham estava, no momento da ação, totalmente no controle de suas ações. Numerosas testemunhas relataram o que viram no saguão da Câmara. O tribunal também ouviu o relato de um alfaiate que, pouco antes do ataque, modificou o casaco de Bellingham, seguindo suas instruções e acrescentando um bolso interno especial, no qual Bellingham havia escondido suas pistolas.
Quando Bellingham se levantou, agradeceu ao procurador-geral por rejeitar a estratégia de "insanidade." O acusado começou sua defesa afirmando que "todas as misérias que a natureza humana pode suportar" caíram sobre ele. Em seguida, leu a petição que enviara ao príncipe regente e relembrou seus contatos infrutíferos com várias agências governamentais. Em sua opinião, a principal culpa não estava com "aquele verdadeiramente amável e altamente lamentado indivíduo, sr. Perceval", mas com Leveson-Gower, o embaixador em São Petersburgo o qual considerou que originalmente lhe negou a justiça, e a quem disse que merecia ter recebido o tiro dado a Perceval.
As principais testemunhas de Bellingham foram Ann Billett e sua amiga, Mary Clarke, ambas testemunhando sua história de disfunções, e Catherine Figgins, uma criada nas acomodações de Bellingham. Ela o havia encontrado recentemente confuso, mas por outro lado era um inquilino honesto e admirável. Ao se afastar, Alley informou ao tribunal que mais duas testemunhas haviam chegado de Liverpool. No entanto, quando viram Bellingham, elas perceberam que ele não era o homem que tinha a disfunção que iriam testemunhar, retirando-se em seguida. Mansfield então começou seu resumo, no qual afirmou: "A única questão é se no momento em que este ato foi cometido, ele possuía um grau suficiente de compreensão para distinguir o bem do mal, o certo do errado". O juiz aconselhou o júri antes de se retirar que a evidência mostrou que Bellingham tinha "em todos os aspectos um completo e capaz juízo de todas as suas ações".

### Veredito e sentença
O júri se retirou e, em 15 minutos, voltou com o veredito: Bellingham era culpado. Bellingham pareceu surpreso, mas, do relato contemporâneo de Thomas Hodgson, ele ficou calmo. Ao ser questionado por um funcionário do tribunal se tinha algo a dizer, Bellingham permaneceu em silêncio.
O funcionário leu a sentença, registra Hodgson, "de maneira muito solene e afetada, que banhou muitos dos auditores em lágrimas." Primeiro, condenou o crime "como odioso e abominável aos olhos de Deus como é odioso e abominável aos sentimentos do homem." Também lembrou o prisioneiro do pouco tempo, "um tempo muito curto", para buscar a misericórdia em outro mundo, e então pronunciou a sentença da pena de morte: "Você será enforcado pelo pescoço até que esteja morto, e seu corpo será dissecado e anatomizado." Todo o julgamento durou menos de oito horas.

### Execução
A execução de Bellingham foi marcada para a manhã de segunda-feira, 18 de maio. No dia anterior, ele foi visitado pelo reverendo Daniel Wilson, futuro Bispo de Calcutá, que esperava que Bellingham demonstrasse verdadeiro arrependimento por seu ato. O clérigo ficou desapontado, concluindo que "um caso mais terrível de depravação e dureza do coração certamente nunca ocorreu." No final do domingo, Bellingham escreveu uma última carta a sua esposa, na qual parecia confiante sobre o destino de sua alma: "Nove horas a mais me levarão àquelas praias felizes onde a felicidade não tem liga."
Grandes multidões se reuniram do lado de fora de Newgate na segunda-feira; uma força de tropas estava presente, já que foram recebidos avisos de um movimento para resgatar Bellingham. A multidão estava calma e contida, assim como Bellingham quando apareceu no cadafalso pouco antes das 8 horas. Hodgson registra que Bellingham subiu os degraus "com a maior celeridade ... seu passo foi ousado e firme ... nenhuma indicação de tremor, hesitação ou irresolução apareceu." Bellingham foi então vendado, a corda presa, e uma oração final foi dita pelo capelão. Quando o relógio registrou oito horas, o alçapão foi solto e Bellingham caiu para a morte. Cobbett, ainda encarcerado em Newgate, observou as reações da multidão: "olhares ansiosos ... semivogais meio horrorizados ... lágrimas pesarosas ... bênçãos unânimes." De acordo com a sentença do tribunal, o corpo foi abatido e enviado para o Hospital São Bartolomeu para dissecação. No que a imprensa descreveu como "sensacionalismo mórbido", as roupas de Bellingham foram vendidas por preços elevados para o público.

## Consequências

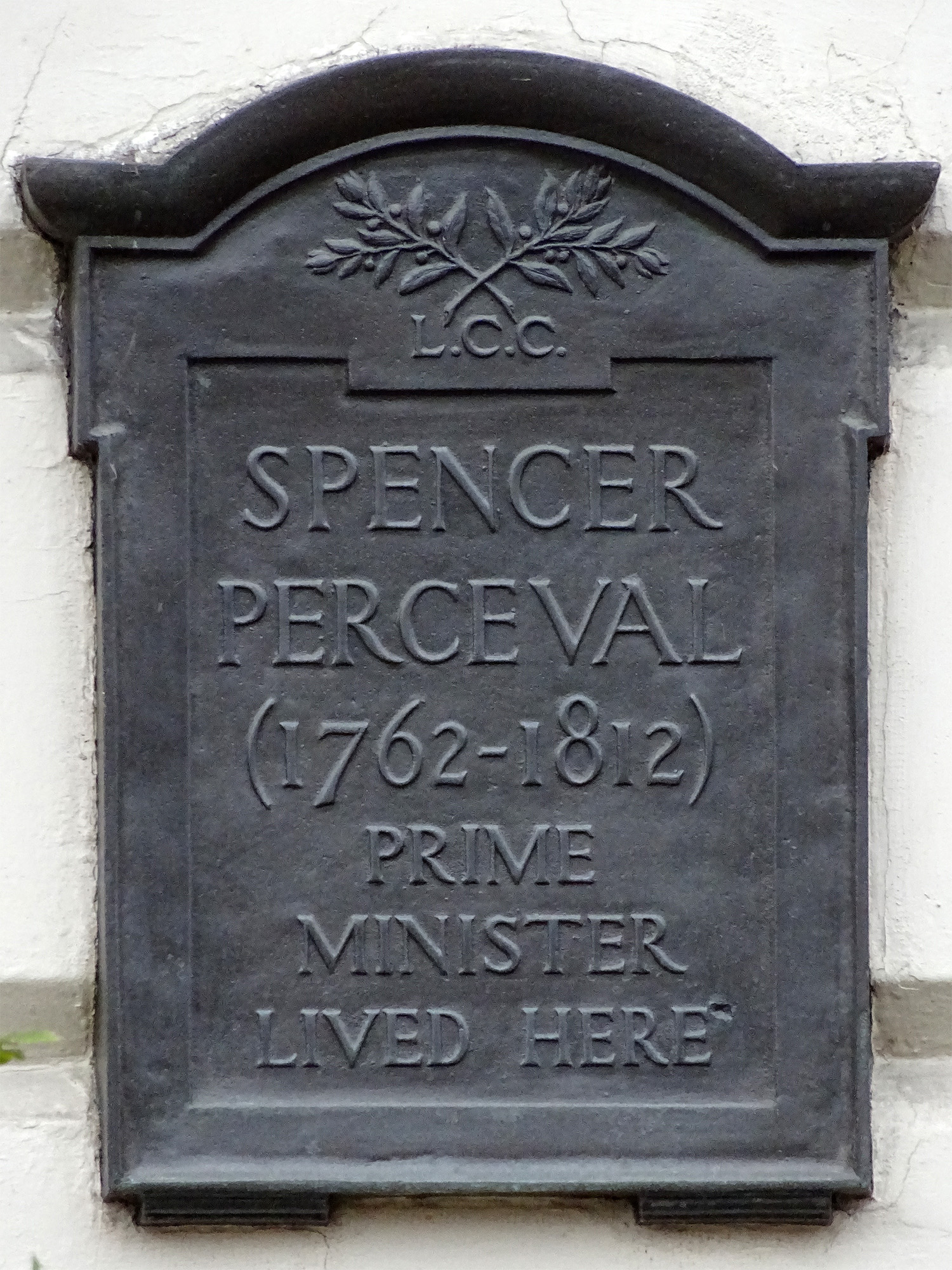
Placa em homenagem a Spencer Perceval, no Lincoln's Inn Fields

Em 15 de maio, a Câmara dos Comuns votou a favor da construção de um monumento na Abadia de Westminster em homenagem ao primeiro-ministro assassinado. Mais tarde, memoriais foram colocados no Lincoln's Inn e em Northampton, o distrito eleitoral de Perceval.
Em 8 de junho, o príncipe regente nomeou o Lorde Liverpool para dirigir o novo governo Tory. Apesar de seus elogios ao líder assassinado, os membros do novo governo logo começaram a se distanciar de seu ministério. Muitas das mudanças que Perceval se opusera foram gradualmente introduzidas: maior liberdade de imprensa, emancipação católica e reforma parlamentar. As Ordens no Conselho foram revogadas em 23 de junho, mas tarde demais para evitar a declaração de guerra ao Reino Unido pelos Estados Unidos. O governo do Lorde Liverpool não manteve a firmeza de Perceval em agir contra o comércio ilegal de escravos, que começou a florescer quando as autoridades passaram a ignorar a situação. Linklater estima que cerca de 40 mil escravos foram ilegalmente transportados da África para as Índias Ocidentais devido à falta de cumprimento da lei.
Linklater cita a maior conquista de Perceval como sendo sua insistência em manter o exército de Wellington no campo de batalha, uma política que ajudou a virar a maré nas guerras napoleônicas decisivamente a favor da Grã-Bretanha. Apesar disso, com o passar do tempo a reputação de Perceval desapareceu; Charles Dickens considerou-o "um político de terceira categoria quase incapaz de levar a bengala do Lorde Chatham". No tempo devido, embora pouco, seu assassinato permaneceu na memória do público. Quando o bicentenário do acontecimento se aproximou, Perceval foi descrito nos jornais como "o primeiro-ministro que a história esqueceu".
A justiça da condenação de Bellingham foi questionada pela primeira vez por Brougham, que condenou o julgamento como "a maior vergonha para a justiça inglesa." Em um estudo publicado em 2004, a acadêmica norte-americana Kathleen S. Goddard criticou o momento do julgamento logo após o ato, quando as paixões estavam em alta. Ela também chamou a atenção pela recusa do tribunal em autorizar um adiamento que permitiria que a defesa contatasse possíveis testemunhas. Houve, Goddard sustentou, evidência insuficiente produzida no julgamento para determinar o verdadeiro estado da sanidade de Bellingham, e o resumo de Mansfield mostrou um viés significativo. A alegação de Bellingham de ter agido sozinho foi aceita no tribunal; o estudo de 2012 de Linklater postula que ele poderia ser um agente com outros interesses—talvez os mercadores de Liverpool, que sofriam o peso principal das políticas econômicas de Perceval e teriam muito a ganhar com sua morte. Comentários de um jornal de Liverpool, diz Linklater, indicam que falar de assassinato era comum na cidade. Não se sabe como Bellingham conseguiu os fundos para gastar livremente nos meses que antecederam o assassinato, quando aparentemente ele não estava envolvido em nenhum negócio. Essa teoria da conspiração não convenceu outros historiadores; o colunista Bruce Anderson apontou para a falta de qualquer evidência concreta para apoiá-la.
Nos meses imediatamente após a execução do marido, Mary Bellingham continuou a viver e trabalhar em Liverpool. No final de 1812, seus negócios fracassaram e, a partir de então, seus movimentos são obscuros; ela pode ter voltado a usar seu nome de solteira. Em janeiro de 1815, Jane Perceval se casou com sir Henry William Carr; ela morreu aos 74 anos em 1844.
Em 1828, o The Times relatou que John Williams (1753-1841), um proprietário industrial da Cornuália, recebeu um aviso durante o sonho sobre o assassinato de Perceval em 2 ou 3 de maio de 1812, quase dez dias antes do evento, "correto em todos os detalhes." O próprio Perceval teve uma série de sonhos semelhantes: um deles, em 10 de maio, enquanto dormia na casa do Conde de Harrowby, mostrava sua própria morte. Perceval contou ao conde de seu sonho, e o conde tentou persuadir Perceval a não comparecer ao Parlamento naquele dia, mas o primeiro-ministro se recusou a ficar espantado por "um mero sonho" e rumou para Westminster na tarde de 11 de maio.
Um parente distante do assassino, Henry Bellingham, filiado ao Partido Conservador, tornou-se membro do parlamento pelo distrito de North West Norfolk em 1983 e ocupou um cargo júnior na coalizão Cameron-Clegg de 2010-15. Quando perdeu temporariamente seu cargo em 1997 para um trabalhista—ele o recuperou em 2001—sua estreita derrota foi amplamente vista como decorrente da intervenção de Roger Percival, o candidato ao Partido do Referendo cujos votos vieram em grande parte de conservadores descontentes. Apesar da grafia diferente, os relatos da mídia afirmaram que Percival era descendente da família do primeiro-ministro assassinado e relataram a derrota como uma forma tardia de vingança.
A maior parte do Palácio de Westminster (Westminster Hall) que existia na época do assassinato foi destruída por um incêndio acidental em 1834, após o qual as câmaras foram integralmente reconstruídas e ampliadas. Em julho de 2014, uma placa comemorativa de bronze a Perceval foi inaugurada perto do local onde ele foi morto. Michael Ellis, parlamentar conservador de Northampton North (parte do antigo eleitorado de Perceval em Northampton) fez campanha pela placa depois que quatro pisos padronizados que marcaram o local foram removidos por operários em uma recente reforma.

### De tradução
- Este artigo foi inicialmente traduzido, total ou parcialmente, do artigo da Wikipédia em inglês cujo título é «Assassination of Spencer Perceval», especificamente desta versão.

### Citações
1. ↑  Hanrahan 2012, pp. 19–22.
2. 1 2 3 4 5  Jupp 2009.
3. ↑  Linklater 2013, pp. 61–62.
4. ↑  Linklater 2013, p. 63.
5. 1 2 3  Hanrahan 2012, pp. 23–24.
6. ↑  Hanrahan 2012, pp. 29–31.
7. ↑  Linklater 2013, pp. 77–82.
8. ↑  Harvey 1972, pp. 619–20.
9. ↑  Hanrahan 2012, p. 48.
10. 1 2  Hanrahan 2012, pp. 54–55.
11. ↑  Uglow 2014, p. 489.
12. ↑  Linklater 2013, pp. 84–85.
13. 1 2  Linklater 2013, p. 90.
14. ↑  Hanrahan 2012, pp. 56–57.
15. ↑  Howard 1999.
16. ↑  Uglow 2014, p. 499.
17. ↑  Uglow 2014, pp. 444–45.
18. 1 2  Hanrahan 2012, pp. 62–63.
19. ↑  Hanrahan 2012, p. 64.
20. ↑  Goddard 2004, p. 2.
21. ↑  Hanrahan 2012, p. 56.
22. ↑  Uglow 2014, p. 546.
23. ↑  Uglow 2014, pp. 547–48.
24. ↑  Linklater 2013, p. 87.
25. ↑  Linklater 2013, pp. 161–62.
26. ↑  Seaward 1994, p. 64.
27. ↑  Uglow 2014, p. 560.
28. ↑  Linklater 2013, pp. 8–10.
29. 1 2  Linklater 2013, p. 101.
30. ↑  Turner 2004.
31. 1 2  Hanrahan 2012, pp. 68–70.
32. ↑  Linklater 2013, pp. 109–10.
33. ↑  Linklater 2013, pp. 53–54.
34. ↑  Hanrahan 2012, pp. 70–72.
35. ↑  Linklater 2013, p. 55.
36. 1 2  Hodgson 1812, pp. 71–72.
37. ↑  Linklater 2013, pp. 111–12.
38. ↑  Hanrahan 2012, pp. 75–77.
39. ↑  Linklater 2013, p. 56.
40. ↑  Gillen 1972, p. 68.
41. ↑  Gillen 1972, pp. 69–71.
42. ↑  Hanrahan 2012, pp. 80–82.
43. ↑  Gillen 1972, pp. 74–75.
44. ↑  Hanrahan 2012, pp. 84–87.
45. 1 2  Gillen 1972, pp. 76–78.
46. ↑  Linklater 2013, p. 158.
47. ↑  Pelham 1841, p. 529.
48. 1 2  Goddard 2004, p. 8.
49. ↑  Linklater 2013, pp. 211–12.
50. ↑  Hanrahan 2012, p. 10.
51. ↑  Gray 1963, p. 455.
52. ↑  Gillen 1972, p. 87.
53. ↑  Linklater 2013, pp. 216–17.
54. ↑  Hanrahan 2012, pp. 96–97.
55. ↑  Hanrahan 2012, pp. 9–10.
56. ↑  Treherne 1909, pp. 193–94.
57. ↑  Gillen 1972, pp. 3–4.
58. ↑  Hanrahan 2012, pp. 11–13.
59. ↑  Linklater 2013, p. 13.
60. ↑  Gillen 1972, pp. 5–7.
61. 1 2  Hanrahan 2012, p. 16.
62. ↑  Hanrahan 2012, pp. 14–15.
63. ↑  Gillen 1972, p. 13.
64. ↑  Linklater 2013, pp. 20–21.
65. ↑  Bryant 1952, p. 52.
66. ↑  Uglow 2014, p. 581.
67. ↑  Melikan 2008.
68. ↑  Gillen 1972, p. 15.
69. 1 2 3  Linklater 2013, pp. 22–24.
70. 1 2  Linklater 2012.
71. ↑  Treherne 1909, pp. 217–20.
72. ↑  Gillen 1972, p. 29.
73. ↑  Gray 1963, p. 27.
74. ↑  Hanrahan 2012, pp. 99–101.
75. ↑  Hanrahan 2012, p. 102.
76. ↑  Linklater 2013, pp. 44–45.
77. ↑  Linklater 2013, pp. 33–34.
78. ↑  Linklater 2013, pp. 46–50.
79. ↑  Gillen 1972, p. 23.
80. ↑  Linklater 2013, pp. 97, 110–11.
81. ↑  Gillen 1972, p. 40.
82. 1 2  Hanrahan 2012, p. 110.
83. 1 2  Hodgson 1812, p. 47.
84. ↑  Hanrahan 2012, p. 113.
85. ↑  Beattie 2013.
86. ↑  Linklater 2013, p. 117.
87. ↑  Hanrahan 2012, pp. 114–17.
88. ↑  Hanrahan 2012, p. 119.
89. ↑  Hodgson 1812, p. 55.
90. ↑  Gillen 1972, p. 95.
91. ↑  Linklater 2012, pp. 121–22.
92. ↑  Goddard 2004, p. 13.
93. ↑  Hanrahan 2012, p. 142.
94. ↑  Hodgson 1812, p. 68.
95. ↑  Hodgson 1812, pp. 69–74.
96. ↑  Hanrahan 2012, pp. 150–57.
97. ↑  Gillen 1972, p. 106.
98. ↑  Goddard 2004, p. 12.
99. ↑  Hodgson 1812, p. 69.
100. 1 2 3  Hodgson 1812, pp. 89–90.
101. ↑  Gillen 1972, pp. 108–09.
102. ↑  Hodgson 1812, p. 91.
103. 1 2  Hanrahan 2012, p. 164.
104. ↑  Linklater 2013, p. 148.
105. ↑  Hanrahan 2012, pp. 168–73.
106. ↑  Wilson 1812, p. 30.
107. ↑  Hanrahan 2012, p. 175.
108. ↑  Hanrahan 2012, pp. 176–77.
109. ↑  Hodgson 1812, pp. 96–97.
110. ↑  Hanrahan 2012, p. 182.
111. ↑  Linklater 2013, p. 229.
112. ↑  Gillen 1972, p. 134.
113. ↑  Treherne 1909, p. 222.
114. 1 2  Hanrahan 2012, p. 207.
115. ↑  Gillen 1972, p. 163.
116. ↑  Linklater 2013, p. 230.
117. ↑  Linklater 2013, pp. 88–89.
118. ↑  Gray 1963, p. 468.
119. ↑  Kennedy 2012.
120. 1 2  Anderson 2012.
121. ↑  Brougham 1871, p. 18.
122. ↑  Goddard 2004, pp. 18–21.
123. ↑  Goddard 2004, pp. 16–17.
124. ↑  Linklater 2012, pp. 232–33.
125. ↑  Hanrahan 2012, p. 194.
126. ↑  Hanrahan 2012, p. 195.
127. ↑  "Remarkable Coincidence", 16 August 1828.
128. ↑  "The wasted warning", 27 September 1980.
129. 1 2  Parkinson 2009.
130. ↑  Gov.uk 2015.
131. ↑  Crick 2012.
132. ↑  "Spencer Perceval: Plaque for assassinated prime minister", 21 July 2014.

#### Livros e artigos de notícias
- Brougham, Henry (1871). The Life and Times of Henry, Lord Brougham. London: Blackwood. OCLC 831448086. Cópia arquivada em 6 de março de 2016
- Bryant, Arthur (1952). The Age of Elegance 1812–22. London: Collins. OCLC 851864668
- Gillen, Mollie (1972). Assassination of the Prime Minister: The shocking death of Spencer Perceval. London: Sidgwick and Jackson. ISBN 978-0-283-97881-4
- Gray, Denis (1963). Spencer Perceval. The Evangelical Prime Minister 1762–1812. Manchester: Manchester University Press. OCLC 612910771. Cópia arquivada em 7 de março de 2016
- Hanrahan, David C. (2012). The Assassination of the Prime Minister: John Bellingham and the Murder of Spencer Perceval. London: The History Press. ISBN 978-0-7509-4401-4
- Hodgson, Thomas (1812). A Full and Authentic Report of the Trial of John Bellingham, at the Sessions' House, in the Old Bailey, on Friday, May 15, 1812, for the Murder of the Right Honourable Spencer Perceval, Chancellor of the Exchequer,  in the Lobby of the House Of Commons. London: Sherwood, Neely and Jones. OCLC 495783049
- Linklater, Andro (2013). Why Spencer Perceval Had to Die: The Assassination of a British Prime Minister. London: Bloomsbury Publishing. ISBN 978-1-4088-3171-7
- Pelham, Camden, ed. (1841). The Chronicles of Crime. London: Thomas Tegg. OCLC 268152. Cópia arquivada em 26 de março de 2016
- Seaward, Paul, ed. (1994). The Prime Ministers from Walpole to Macmillan. London: Dod's Parliamentary Companion Ltd. ISBN 978-0-905702-22-3
- «Remarkable Coincidence». The Times (13673). 28 de agosto de 1828. p. 2
- The Wasted Warning. Look and Learn. [S.l.: s.n.] 27 de setembro de 1980. pp. 20–21
- Treherne, Philip (1909). The Right Honourable Spencer Perceval. London: T. Fisher Unwin. OCLC 5825009. Cópia arquivada em 8 de abril de 2016
- Uglow, Jenny (2014). In These Times. London: Faber and Faber. ISBN 978-0-571-26953-2
- Wilson, Daniel (1812). The Substance of a Conversation with John Bellingham. London: John Hatchard. OCLC 26167547. Cópia arquivada em 7 de março de 2016

#### Online
- Anderson, Bruce (28 de abril de 2012). «Spencer Perceval deserves better from posterity». The Daily Telegraph. Consultado em 27 de setembro de 2015. Cópia arquivada em 29 de setembro de 2015
- Beattie, J.M. (2013). «Garrow, Sir William (1760–1840)». Oxford Dictionary of National Biography online edition. Consultado em 23 de setembro de 2015
- Crick, Michael (11 de maio de 2012). «Minister admits family "shame" over Perceval assassination». Channel 4 News. Consultado em 11 de outubro de 2015. Cópia arquivada em 18 de setembro de 2015
- Goddard, Kathleen S. (janeiro de 2004). «A Case of Injustice? The Trial of John Bellingham». The American Journal of Legal History. 46 (1): 1–25. JSTOR 3692416. doi:10.2307/3692416
- Harvey, A.D. (dezembro de 1972). «The Ministry of All the Talents: The Whigs in Office, February 1806 to March 1807». The Historical Journal. 15 (4): 619–48. JSTOR 2638036. doi:10.1017/s0018246x00003484
- «Henry Bellingham». Gov.uk. 2015. Consultado em 27 de setembro de 2015. Cópia arquivada em 28 de setembro de 2015
- Howard, Martin R. (18 de dezembro de 1999). «Walcheren 1809: a medical catastrophe». The British Medical Journal. 319: 1642–45. PMC 1127097. PMID 10600979. doi:10.1136/bmj.319.7225.1642
- Jupp, P.J. (2009). «Perceval, Spencer (1762–1812)». Oxford Dictionary of National Biography online edition. Consultado em 23 de setembro de 2015
- Kennedy, Maev (10 de maio de 2012). «Spencer Perceval, the assassinated prime minister that history forgot». The Guardian. Consultado em 27 de setembro de 2015. Cópia arquivada em 28 de setembro de 2015
- Linklater, Andro (5 de maio de 2012). «Target man». The Spectator. Consultado em 27 de setembro de 2015. Cópia arquivada em 28 de setembro de 2015
- Melikan, R.A. (2008). «Romilly, Sir Samuel (1757–1818)». Oxford Dictionary of National Biography online edition. Consultado em 23 de setembro de 2015
- Parkinson, Justin (26 de novembro de 2009). «The MP whose ancestor killed the prime minister». BBC News. Consultado em 29 de setembro de 2015
- «Spencer Perceval: Plaque for assassinated prime minister». BBC News. 21 de julho de 2014. Consultado em 24 de abril de 2016. Cópia arquivada em 16 de novembro de 2015
- Turner, Michael J. (2004). «Bellingham, John (1770–1812)». Oxford Dictionary of National Biography online edition. Consultado em 23 de setembro de 2015